# Jimi Manuwa
Samuel Babajimi Manuwa (nacido el 18 de febrero de 1980) es un artista marcial mixto británico retirado que compitió en la categoría de peso semipesado en Ultimate Fighting Championship.

## Carrera de artes marciales mixtas

### Ultimate Fighting Championship
Después de rechazar un contrato de UFC años antes, Manuwa firmó con la promoción en julio de 2012.
Manuwa hizo su debut en UFC contra el competidor de TUF 8 Kyle Kingsbury en UFC on Fuel TV 5, ganando después de 2 rondas por parada médica. La parada fue después de que el ojo izquierdo de Kingsbury se  hinchó lo suficiente para no poder continuar.
Para su segunda pelea con la promoción, Manuwa se enfrentó a Cyrille Diabaté el 16 de febrero de 2013 en UFC on Fuel TV: Barao vs. McDonald. Manuwa fue declarado el ganador (TKO) después de que Diabaté fuera incapaz de continuar después de rasgar un músculo de la pantorrilla cerca del final de la primera ronda.
Manuwa volvió a enfrentarse a Ryan Jimmo el 26 de octubre de 2013 en UFC Fight Night 30. Por segunda vez consecutiva, el oponente de Manuwa se lesionó la pierna durante la pelea y esto resultó en una victoria TKO para Manuwa.}}
Manuwa se enfrentó al exretador al título Alexander Gustafsson en el evento principal en UFC Fight Night 37 el 8 de marzo de 2014 en Londres. Perdió la pelea por TKO en el segundo asalto, lo que resultó la primera derrota profesional. A pesar de la derrota, Manuwa ganó su primer premio a Pelea de la Noche.
Se esperaba que Manuwa enfrentara a Maurício Rua en UFC Fight Night 56 el 8 de noviembre de 2014 en Brasil. Sin embargo, el 29 de octubre, se anunció que Manuwa se había retirado de la lucha debido a una lesión, y que Ovince St. Preux lo reemplazaría contra Rua.
Después de más de un año de distancia del deporte, Manuwa volvió para enfrentarse a Jan Błachowicz el 11 de abril de 2015 en UFC Fight Night 64. Manuwa ganó el combate por decisión unánime, siendo la primera su primera pelea sin finalización.
Manuwa se enfrentó a Anthony Johnson el 5 de septiembre de 2015 en UFC 191. Perdió la pelea por nocaut en la segunda ronda.
Manuwa enfrentó a Ovince Saint Preux el 8 de octubre de 2016 en UFC 204. Ganó la pelea por nocaut en la segunda ronda y fue galardonado con el premio por Actuación de la Noche.
Manuwa se enfrentó a Corey Anderson el 18 de marzo de 2017 en UFC Fight Night 107. Manuwa ganó la pelea por KO en la primera ronda. Además recibió el premio a la Actuación de la Noche.
Manuwa se enfrentó a Volkan Oezdemir el 29 de julio de 2017 en el UFC 214. Perdió la pelea por nocaut en la primera ronda.
Manuwa se enfrentó a Jan Błachowicz en una revancha el 17 de marzo de 2018 en UFC Fight Night 127. Perdió la pelea por decisión unánime. Ambos peleadores recibieron el premio de Pelea de la Noche por su actuación.
Manuwa se enfrentó a Thiago Santos el 8 de diciembre de 2018 en UFC 231. Perdió la pelea por nocaut en la segunda ronda.

## Vida personal
Manuwa es de ascendencia nigeriana. MTV UK realizó un documental sobre AMM en el Reino Unido, con Manuwa, Jack Marshman y Cory Tait siendo filmados en la construcción de sus luchas y la formación y estilos de vida involucrados. Él es un partidario de West Ham United. En 2014, Manuwa mostró sus tatuajes para la campaña anti-piel de PETA "Ink Not Mink". Jimi fue encarcelado en 2002 por conspiración para burgle y liberado en 2003.

## Campeonatos y logros
- Ultimate Fighting Championship
  - Pelea de la Noche (Una vez)
  - Actuación de la Noche (Una vez)

## Récord en artes marciales mixtas
| Resultado | Récord | Oponente             | Método                      | Evento                                 | Fecha                    | Ronda | Tiempo | Localización        | Notas                  |
| --------- | ------ | -------------------- | --------------------------- | -------------------------------------- | ------------------------ | ----- | ------ | ------------------- | ---------------------- |
| Derrota   | 17–6   | Aleksandar Rakić     | KO (patada a la cabeza)     | UFC Fight Night: Gustafsson vs. Smith  | 1 de junio de 2019       | 1     | 0:42   | Estocolmo           |                        |
| Derrota   | 17–5   | Thiago Santos        | KO (golpes)                 | UFC 231                                | 8 de diciembre de 2018   | 2     | 0:41   | Toronto, Ontario    |                        |
| Derrota   | 17–4   | Jan Błachowicz       | Decisión (unánime)          | UFC Fight Night: Werdum vs. Volkov     | 17 de marzo de 2018      | 3     | 5:00   | Londres             |                        |
| Derrota   | 17–3   | Volkan Oezdemir      | KO (golpes)                 | UFC 214                                | 29 de julio de 2017      | 1     | 0:42   | Anaheim, California |                        |
| Victoria  | 17–2   | Corey Anderson       | KO (golpe)                  | UFC Fight Night: Manuwa vs. Anderson   | 18 de marzo de 2017      | 1     | 3:05   | Londres             | Actuación de la noche. |
| Victoria  | 16–2   | Ovince Saint Preux   | KO (golpes)                 | UFC 204                                | 8 de octubre de 2016     | 2     | 2:38   | Manchester          | Actuación de la noche. |
| Derrota   | 15–2   | Anthony Johnson      | KO (golpes)                 | UFC 191                                | 5 de septiembre de 2015  | 2     | 0:28   | Las Vegas, Nevada   |                        |
| Victoria  | 15–1   | Jan Błachowicz       | Decisión (unánime)          | UFC Fight Night: Gonzaga vs. Cro Cop 2 | 11 de abril de 2015      | 3     | 5:00   | Cracovia            |                        |
| Derrota   | 14–1   | Alexander Gustafsson | TKO (rodillazo y golpes)    | UFC Fight Night: Gustafsson vs. Manuwa | 8 de marzo de 2014       | 2     | 1:18   | Londres             | Pelea de la noche.     |
| Victoria  | 14–0   | Ryan Jimmo           | TKO (lesión en la pierna)   | UFC Fight Night: Machida vs. Muñoz     | 26 de octubre de 2013    | 2     | 4:41   | Manchester          |                        |
| Victoria  | 13–0   | Cyrille Diabaté      | TKO (lesión en la pierna)   | UFC on Fuel TV: Barao vs. McDonald     | 16 de febrero de 2013    | 1     | 5:00   | Londres             |                        |
| Victoria  | 12–0   | Kyle Kingsbury       | TKO (parada médica)         | UFC on Fuel TV: Struve vs. Miocic      | 29 de septiembre de 2012 | 2     | 5:00   | Nottingham          |                        |
| Victoria  | 11–0   | Antony Rea           | TKO (retiro)                | BAMMA 8: Manuwa vs. Rea                | 10 de diciembre de 2011  | 1     | 5:00   | Nottingham          |                        |
| Victoria  | 10–0   | Nick Chapman         | TKO (rodillazos)            | UCMMA 24                               | 22 de octubre de 2011    | 1     | 2:14   | Londres             |                        |
| Victoria  | 9–0    | Valentino Petrescu   | KO (golpe)                  | UCMMA 14: Invincible                   | 7 de agosto de 2010      | 1     | 3:08   | Londres             |                        |
| Victoria  | 8–0    | Reza Meldavian       | TKO (golpes)                | UCMMA 12: Never Back Down              | 8 de mayo de 2010        | 1     | 3:19   | Londres             |                        |
| Victoria  | 7–0    | Shaun Lomas          | TKO (golpes)                | UCMMA 9: Fighting for Heroes           | 5 de diciembre de 2009   | 1     | 3:58   | Londres             |                        |
| Victoria  | 6–0    | Luke Blythe          | KO (golpe)                  | UCMMA 6: Payback                       | 22 de agosto de 2009     | 2     | 4:22   | Londres             |                        |
| Victoria  | 5–0    | Ryan Robinson        | TKO (golpes)                | UCMMA 4: Relentless                    | 9 de mayo de 2009        | 1     | 2:03   | Londres             |                        |
| Victoria  | 4–0    | Jamie Hearn          | Sumisión (guillotine choke) | UCMMA 2: Unbreakable                   | 7 de febrero de 2009     | 1     | 1:49   | Londres             |                        |
| Victoria  | 3–0    | Chris Greig          | TKO (golpes)                | UCMMA 1                                | 6 de diciembre de 2008   | 2     | 1:35   | Londres             |                        |
| Victoria  | 2–0    | Dave Rintoul         | TKO (golpe)                 | FX3 9                                  | 13 de septiembre de 2008 | 1     | 3:10   | Reading             |                        |
| Victoria  | 1–0    | Tom King             | TKO (golpes)                | FCFN 8                                 | 26 de julio de 2008      | 1     | 4:25   | Portsmouth          |                        |